# XI Mistrzostwa Świata w Lataniu Rajdowym
XI Mistrzostwa Świata w Lataniu Rajdowym – zawody lotnicze, organizowane w dniach 4–12 września 1999 w Rawennie (Włochy), z ramienia Międzynarodowej Federacji Lotniczej (FAI).
Pierwsze i drugie miejsce indywidualnie oraz pierwsze zespołowo zajęli w nich zawodnicy polscy, a wszystkie pięć polskich załóg znalazło się w pierwszej dziesiątce.

## Uczestnicy
W zawodach brało udział 48 załóg z Polski (5), RPA (5), Włoch (5), Czech (4), Francji (4), Austrii (4), Słowacji (4), Niemiec (3), Grecji (2), Wielkiej Brytanii (2), Rosji (2), Hiszpanii (2), Chile (2), Macedonii (2), Słowenii (1), Cypru (1).
W skład polskiej ekipy wchodziło 5 załóg (pilot / nawigator):
- Krzysztof Wieczorek / Wacław Wieczorek
- Janusz Darocha / Zbigniew Chrząszcz
- Włodzimierz Skalik / Ryszard Michalski
- Marek Kachaniak / Sławomir Wasiuk
- Jerzy Markiewicz / Dariusz Zawłocki

## Przebieg
W skład poszczególnych konkurencji wchodziły próby wykonywania obliczeń nawigacyjnych, rozpoznania lotniczego i próby lądowania.
Najlepsze wyniki pierwszej konkurencji:
1. Nigel Hopkins / Dale de Klerk  RPA – 96 pkt karnych
2. Janusz Darocha / Zbigniew Chrząszcz  Polska - 102 pkt
3. Krzysztof Wieczorek / Wacław Wieczorek  Polska - 124 pkt
4. Joël Tremblet / Jose Bertanier  Francja - 166 pkt
5. Chris Barnes / Michael Pepper  Wielka Brytania - 202 pkt

Najlepsze wyniki drugiej konkurencji:
1. Włodzimierz Skalik / Ryszard Michalski  Polska - 94 pkt
2. Jiří Jakes / Lubomir Šťovíček  Czechy - 106 pkt
3. Janusz Darocha / Zbigniew Chrząszcz  Polska - 120 pkt
4. František Cihlář / Petr Toužimský  Czechy - 126 pkt
5. Krzysztof Wieczorek / Wacław Wieczorek  Polska - 128 pkt

Najlepsze wyniki trzeciej konkurencji:
1. Krzysztof Wieczorek / Wacław Wieczorek  Polska - 4 pkt
2. Jerzy Markiewicz / Dariusz Zawłocki  Polska - 65 pkt
3. Joël Tremblet / Jose Bertanier  Francja - 71 pkt
4. František Cihlář / Petr Toužimský  Czechy - 194 pkt
5. Janusz Darocha / Zbigniew Chrząszcz  Polska - 200 pkt

## Wyniki

### Indywidualnie
| #   | Pilot / nawigator                      | Państwo | Samolot | Punkty karne za 1 / 2 / 3 konkurencję = ogółem | Punkty karne za 1 / 2 / 3 konkurencję = ogółem |
| 1.  | Krzysztof Wieczorek / Wacław Wieczorek | Polska  |         | 124 + 128 + 4                                  | 256                                            |
| 2.  | Janusz Darocha / Zbigniew Chrząszcz    | Polska  |         | 102 + 120 + 200                                | 422                                            |
| 3.  | Nigel Hopkins / Dale de Klerk          | RPA     |         | 96 + 192 + 332                                 | 620                                            |
| 4.  | František Cihlář / Petr Toužimský      | Czechy  |         | 306 + 126 + 194                                | 626                                            |
| 5.  | Włodzimierz Skalik / Ryszard Michalski | Polska  |         | 225 + 94 + 312                                 | 631                                            |
| 6.  | Jiří Jakes / Lubomir Šťovíček          | Czechy  |         | 276 + 106 + 260                                | 642                                            |
| 7.  | Joël Tremblet / Jose Bertanier         | Francja |         | 166 + 464 + 71                                 | 701                                            |
| 8.  | Marek Kachaniak / Sławomir Własiuk     | Polska  |         | 267 + 236 + 310                                | 813                                            |
| 9.  | Philippe Odeon / Jean-Pierre Delmas    | Francja |         | 244 + 276 + 320                                | 840                                            |
| 10. | Jerzy Markiewicz / Dariusz Zawłocki    | Polska  |         | 320 + 476 + 65                                 | 861                                            |

### Zespołowo
Brano pod uwagę wyniki dwóch najlepszych zawodników – liczba punktów karnych:
1. Polska – 678
2. Czechy – 1268
3. Francja – 1541
4. Południowa Afryka – 2178
5. Austria – 2554
6. Niemcy – 2570
7. Wielka Brytania – 3459
8. Włochy – 3972
9. Słowacja – 4752
10. Hiszpania – 6629
11. Macedonia Północna – 9198
12. Rosja – 9295
13. Grecja – 9876
14. Chile – 11952
15. Cypr – 12740